# Коул-Крік (округ Баулдер, Колорадо)
Коул-Крік (англ. Coal Creek) — переписна місцевість (CDP) в США, в округах Боулдер, Гілпін і Джефферсон штату Колорадо. Населення — 2494 особи (2020).

## Географія
Коул-Крік розташований за координатами 39°54′14″ пн. ш. 105°22′17″ зх. д. / 39.90389° пн. ш. 105.37139° зх. д. (39.903797, -105.371282).  За даними Бюро перепису населення США в 2010 році переписна місцевість мала площу 24,36 км², з яких 24,32 км² — суходіл та 0,04 км² — водойми.

## Демографія
Згідно з переписом 2010 року, у переписній місцевості мешкало 2400 осіб у 1091 домогосподарстві у складі 723 родин. Густота населення становила 99 осіб/км².  Було 1317 помешкань (54/км²).
Расовий склад населення:
| - 95,7 % — білих - 1,0 % — азіатів - 0,7 % — корінних американців - 0,1 % — чорних або афроамериканців |

До двох чи більше рас належало 2,2 %. Частка іспаномовних становила 3,4 % від усіх жителів.
За віковим діапазоном населення розподілялося таким чином: 17,1 % — особи молодші 18 років, 75,0 % — особи у віці 18—64 років, 7,9 % — особи у віці 65 років та старші. Медіана віку мешканця становила 45,9 року. На 100 осіб жіночої статі у переписній місцевості припадало 117,2 чоловіків;  на 100 жінок у віці від 18 років та старших — 115,6 чоловіків також старших 18 років.
Середній дохід на одне домашнє господарство  становив 172 473 долари США (медіана — 93 636), а середній дохід на одну сім'ю — 241 193 долари (медіана — 128 021). За межею бідності перебувало 0,7 % осіб, у тому числі 0,0 % дітей у віці до 18 років та 0,0 % осіб у віці 65 років та старших.
Цивільне працевлаштоване населення становило 1348 осіб. Основні галузі зайнятості: науковці, спеціалісти, менеджери — 24,0 %, освіта, охорона здоров'я та соціальна допомога — 17,1 %, роздрібна торгівля — 14,0 %, виробництво — 13,9 %.